# Раданфа Абу Бакр
Раданфах Абу Бакр (англ. Radanfah Abu Bakr; 12 лютого 1987, Порт-оф-Спейн, Тринідад і Тобаго) — тринідадський футболіст, захисник литовського клубу «Судува» і збірної Тринідаду і Тобаго.

## Клубна кар'єра
Кар'єра Абу Бакра почалася в клубах Тринідаду і Тобаго. У 2009 році запрошувався в «Суонсі Сіті», але на поле не виходив. У 2011 році виступав у третьому дивізіоні чемпіонату Бельгії — у складі «Олімпіка» з Шарлеруа 4 рази виходив на поле.
У 2013 році переїхав в Казахстан, де почав грати в Усть-Каменогорську в складі місцевого «Востока», що виступав в казахстанській Прем'єр-лізі.
На початку 2014 року Абу Бакр перейшов в чемпіонат Литви. Він підписав контракт з клубом «Круоя».
В лютому 2015 року Абу Бакр перейшов у данський клуб «ХБ Кьоге», який виступав у другому дивізіоні чемпіонату Данії.
У липні 2016 року Абу Бакр підписав з клубом вищого дивізіону «Калев» (Сілламяя), де провів пів року і 25 лютого 2017 року повернувся до Литви, ставши гравцем клубу «Судува».

## Виступи за збірну
Абу Бакр залучався до збірної Тринідаду і Тобаго. Дебютував за збірну у товариському матчі з командою Гаїті 30 липня 2008 року. 12 липня 2009 року в товариському матчі зі збірною Сент-Кіттсу і Невіс він забив перший гол за збірну. Брав участь у Золотих кубках КОНКАКАФ 2013 і 2015 років.